# Microdrosophila submarginata
Microdrosophila submarginata är en tvåvingeart som beskrevs av Toyohi Okada 1965. Microdrosophila submarginata ingår i släktet Microdrosophila och familjen daggflugor. Inga underarter finns listade i Catalogue of Life.